# Robert Mensah
Pour les articles homonymes, voir Mensah.
Robert Mensah est un footballeur international ghanéen né en 1938 et mort le 2 novembre 1971. Il jouait au poste de gardien de but, notamment à l'Asante Kotoko. Il est souvent considéré comme l'un des meilleurs gardiens de but africains de l'histoire.

## Biographie
Robert Mensah dispute la Coupe d'Afrique des nations avec le Ghana en 1968 et 1970.